# ۲۶۵ (پیش از میلاد)
۲۶۵ (پیش از میلاد) ۲۶۵مین سال قبل از تقویم میلادی است.